# Saint-Maurice-de-Satonnay
Saint-Maurice-de-Satonnay è un comune francese di 427 abitanti situato nel dipartimento della Saona e Loira nella regione della Borgogna-Franca Contea.

## Società

### Evoluzione demografica
Abitanti censiti